# Лучки мост (Братислава)
Лучки мост (до 1993. познат као Most hrdinov Dukly или Мост хероја Дукле) је дво-етажни ауто - железнички мост преко Дунава у Братислави, Словачка, у близини луке Братиславе. Део је аутопута Д1.

## Карактеристике моста
Мост се налази на подручју теретне луке Братислава. Изграђен је између 1977. и 1985, а железнички део је пуштен у рад 1983. Генерални пројектант био је државни институт ДОПРАВОПРОЈЕКТ из Братиславе.
Мост је део аутопута Д1, који иде горњом етажом. На доњој етажи моста је железничка двострука пруга. На бочним конзолама налазе се стазе за бициклисте и пешаке, широке 3 м. За контрукцију моста су обешени колектори у којима се налазе мреже - водовод, гасовод и друге линије.
Дужина износи 599 м (дужина ауто-дела је 1080 м са приступним путевима). Укупна дужина железничких прелаза је 1.831 м, што је заједно са главном конструкцијом моста 2.295 м. Цео мост се протеже преко Дунава са четири поља распона 102,4 + 204,8 + 64,0 + 89,6 м. Запажен је навигацијски отвор ширине 200 м и висине 10 м изнад максималног нивоа пловидбе. Главна конструкција моста има пет стубова, од којих је само један у самом кориту реке. Подлога у кориту реке изграђена је на вештачком острву удаљеном око 100 м од десне обале Дунава.
Мост је смештен на подручју између старе зимске луке и нове луке Братислава-Палениско, па је морао бити постављен навигацијски отвор ширине 200 м и висине 10 м изнад максималног нивоа пловидбе. Мост "аутопут-железница" требало је да преусмери транзитни саобраћај аутомобила и железнички саобраћај из центра града. Стуб у кориту реке је на вештачком острву са радном платформом на висини од 134,5 м надморске висине, дно грађевинске јаме димензија 14x28 м било је дубоко 13,5 м. са површине острва (око 6 м испод дна Дунава). 
Поред пет стубова главне конструкције моста, за цео комплекс конструкција моста требало је да се изгради 54 носача железничких прелаза, 46 ослонаца за прелаз на аутопуту, 60 ослонаца за путне прелазе и 16 ослонаца за пешаке и бициклисте, висине од 5 до 26 м.
Погледом са моста доминира лука Братислава, која се може видети са обе стране. У близини моста налази се теретна лука, претоварни објекти железнице, бродски контејнери, индустријске зграде и објекти повезани са њима, које само подржавају индустријски карактер ове локације. Мост је изграђен да поднесе око 60.000 возила дневно, али тренутни саобраћај се састоји од око 120.000 возила дневно и он се повећава.
Национална компанија за аутопутеве управља армирано-бетонском конструкцијом моста дуж којег се води друмски саобраћај. Челичном носивом конструкцијом управљају Словачке железнице. Градска скупштина Братислава управља пешачким стазама.
Данас је мост оптерећен густом саобраћајем, јер је то пут за многе путнике из Петржалке, а због недостатка обилазнице око града, такође је и траса за транзитни саобраћај. Ситуација се мало поправила након отварања оближњег моста Аполо 2005. године. Саобраћајне гужве су честе око моста и јављају се редовно на крају сваке недеље и након саобраћајних незгода.

## Занимљивости
Поред моста и пристаништа, на левој страни Дунава, постављен је Камен темељац (Základný kameň), скулптура у облику ваљка, са натписом, а израдио га је академски вајар Владимир Дурбак, родом из Кремнице, а постављен је на крају моста 1985. 
Изнад њега је Трака пријатељства (Stuha priateľstva) која се надвија над каменом темељцем, као мали мост, а дело је академског вајара Ладислава Снопека, Ладиславе Снопкове, Инг. арх. Ладислава Беисецера, Инг. арх. Јураја Јакубика и Инг. арх. Јураја Шимека.